# 묏버들 가려 꺾어
묏버들 가려 꺾어는 조선 시대 함경북도 홍원 출생의 기생인 홍랑이 당시에 유명한 삼당시인 고죽 최경창과 이별할 때 지은 시조이다. 최경창은 나중에 이 시조를 한문으로 번역하고 번방곡이라는 이름을 붙였다. 홍랑은 최경창과 이별하면서, 최경창이 자신을 잊지 않고 기억해 주기를 바라는 마음을 전하기 위해서 자신의 분신인 버들을 최경창에게 보내며, 그 불안감을 해소해 보고자 한다. 최경창은 이런한 홍랑의 심경을 알아 차리고 오직 홍랑만이 최경창에 마음에 자리하고 있음을  「번방곡』을 통해 우회적으로 표현해서, 최랑의 불안감을 해소해 주고자한다. 그리하여 버들은 홍랑의 분신이자, 홍랑이 최경창의 마음을 확인하기 위한 수단이다.

초장 “擇折楊柳寄千里“에서 알 수 있는 홍랑이 묏버들을 꺾어 최경창에게 보낸 행위에는 일말의 기대감이 담겼을 수도 있다. 또는 자신의 존재를 다시 한 번 상기시킴으로 자신에 대한 정을 확인해 불안감을 조금이나마 해소하는 길이 될 수 있다. 그러나 홍랑이 최경창에게 매달릴 수 있는 처지에 있지 않았다. 두 사람의 법적 처지에는 찬양지차가 있었기 때문이다. (최경창은 당대 최고의 시인이자 관리였고, 홍랑은 기생이었다.) 홍랑이 설령 최경창에게 자신을 잊지 말아줄 것을 당부한다 하더라도 그 태도는 매우 소극적으로 표현될 수 밖에 없었을 것이다.  또한 양주동은 도치법의 사용에서 자연스럽고 솔직한 감정이 느껴지고, 종장 “須知一夜生新葉“에서 알 수 있는 ’날인가도‘ 는 귀엽게도 생생하다고 밝혔다. 이러한 점에서 비록 이 시조가 애티를 벗지 못하였지만 순정한 감정을 자연스럽고 생생하게 표현할 수 있었다는 점에서 홍랑을 극찬하고 있다.

## 시조의 내용
- 折楊柳寄與千里人)버들가지 꺾어서 천 리 먼 곳 임에게 보내니
- 爲我試向庭前種)나를 위해 시험 삼아 뜰 앞에 심어 두고 보세요
- 須知一夜新生葉)행여 하룻밤 지나 새잎 돋아나면 아세요
- 憔悴愁眉是妾身)초췌하고 수심 어린 눈썹은 첩의 몸인 줄을

擇折楊柳寄千里:묏버들 가려 꺾어 보내노라 임에게
人爲試向庭前種:주무시는 창 밖에 심어두고 보소서
須知一夜生新葉:밤비에 새 잎이 나거든 나인가 하고 여기소서

## 홍랑의 시조가 대중에게 알려지게 된 계기와 작품이 끼친 영향
- 최경창의 시문을 문집으로 출간된 이후에 시의 맥락을 이해하려는 노력이 계기가 되었다. 당대 독서 대중에게 그 시의 이해를 도모하는 차원에서 문집에서 빠진 홍랑의 시의 서문이 그 과정에서 홍랑에 대한 정보가 알려졌다.
- 그렇게 홍랑과 <묏버들>은 기녀시조에 대한 선행연구의 시각과 방법을 비판하고, 대안적 시각과 방법을 마련하는 데에 도움을 줄 수 있을 것으로 보고있다. (시조 대중화의 한 양상- 홍랑과 <묏버들>을 대상으로 -임주탁, dbpia 출처 참고)